# Simon Rix
James Simon Rix (nacido el 18 de octubre de 1977, Leeds, West Yorkshire), es bajista de la popular banda británica Kaiser Chiefs y es famoso por su gran pelo rizado que le ha provocado el apodo de "Jesús" por los fanáticos y "Rizado Varita" entre amigos. Es un defensor del Leeds United junto con otros miembros de la banda. Fue a la escuela St Mary's School, Menston, Bradford, con Nick Hodgson y Nick "Peanut" Baines, que también son miembros de Kaiser Chiefs. 
También lee matemáticas y geografía en la Universidad de Leeds.